# LEGO Indiana Jones
LEGO Indiana Jones is een LEGO-thema gebaseerd op het Indiana Jones-filmfranchise van Lucasfilm. Het thema bevat bouwsets en computerspellen gebaseerd op de films Raiders of the Lost Ark (1981), Indiana Jones and the Temple of Doom (1984), Indiana Jones and the Last Crusade (1989) en Indiana Jones and the Kingdom of the Crystal Skull (2008).
De samenwerking met Lucasfilm werd aangekondigd in juni 2007. Het thema volgde op het succesvolle LEGO Star Wars thema, ook van Lucasfilm. De eerste reeks producten werd in 2008 gelanceerd, gebaseerd op de eerste twee films; Raiders of the Lost Ark en The Last Crusade. Sets met scènes uit de vierde film, "The Kingdom of the Crystal Skull", werden in 2008 uitgebracht. Een grote set met de achtervolging met mijnkarren uit de film "Temple of Doom" verscheen in 2009. Hierin zat een geheel nieuw LEGO smalspoor treinrails.
Naast een serie LEGO-bouwsets heeft de samenwerking ook computerspellen en een korte film opgeleverd. Op de officiële LEGO-website werd ook een computer-geanimeerde korte film, LEGO Indiana Jones and the Raiders of the Lost Brick, geregisseerd door Peder Pedersen, uitgebracht. Deze combineert elementen uit alle vier Indiana Jones-films.
Op de site waren ook twee online games te spelen:
- „Shanghai Car Chase“, gebaseerd op een scène uit "The Temple of Doom", waarin de speler in de 1936 Duesenberg Auburn 841 Boat-tail Speedster van Short Round door de straten van Shanghai racet.
- „Indiana Jones Adventures“, een spel met vier niveaus, ontleend aan de eerste drie films, waarin de speler Indiana leidt langs de boobytraps in de Chachapoyatempel, de Put der Zielen, de woestijnen bij Caïro en de motorachtervolging uit "The Last Crusade".

Ten slotte waren er LEGO Indiana Jones sleutelhangers en twee magneetsets, elk bestaande uit een drie magnetische 2x4 legosteentjes en 3 minifigs  met accessoires. Set 852504 (2008) bevatte minifigs van Indiana Jones, Henry Jones, Sr. en Marion Ravenwood, en set 852719 (2009): Indiana Jones, Mutt Williams en Irina Spalko.
Een LEGO Indiana Jones/LEGO Star Wars Han Solo Transformation Chamber was een exclusieve set die werd weggegeven aan bezoekers op de LEGO 2008 Toy Fair Collectors Party op 16 februari 2008. Slechts 100 van deze sets werden uitgebracht. Het was gebaseerd op ‘Harrison Ford, die beide personages in de verschillende filmseries speelt.

## Ontwikkeling
De ontwikkeling van het Indiana Jones LEGO-thema verliep volgens een soortgelijk proces als de ontwikkeling van eerdere LEGO-thema's. De sets werden in overleg met de franchise-eigenaar Lucasfilm ontworpen door LEGO's ontwerpers in Billund. Het opnemen van vuurwapens, waaronder machinegeweren in de sets zorgde bij LEGO voor enige interne controverse.

## Sets

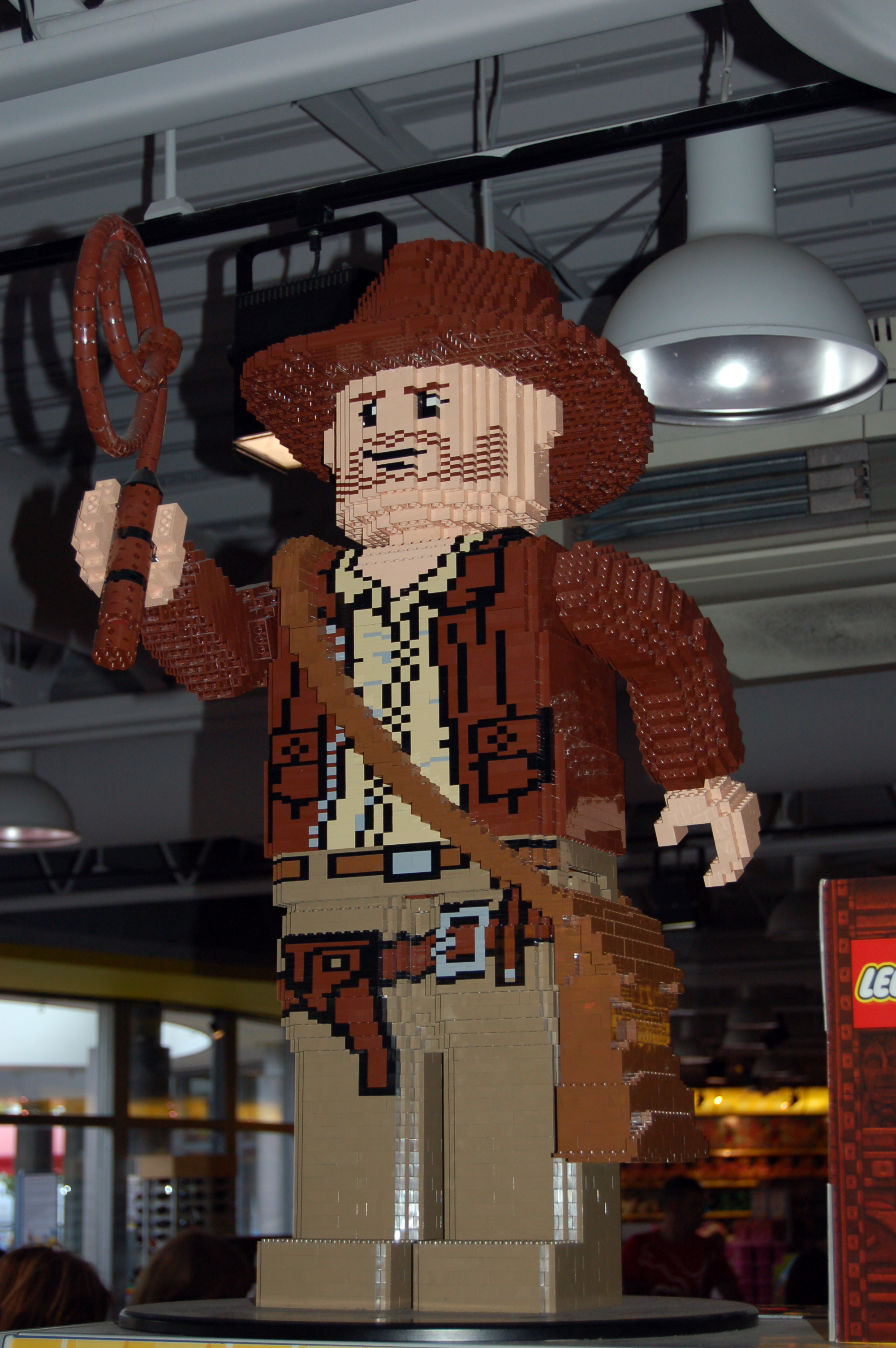
Indiana Jones LEGO-beeld in Legoland Windsor (UK)

Van de eerste reeks LEGO-sets die in 2008 werd uitgebracht, was 'Ontsnapping uit de Tempel' (Temple Escape) (7623) een van de grootste. Deze bevat de rolkei-achtervolging uit de openingsscène van Raiders of the Lost Ark. Met een lengte van 53 cm bevatte de set talloze 'boobytraps' uit de film, waaronder schietsperen en vallende keien. De set bevatte minifigs van Indiana Jones zelf,  René Belloq, Satipo en piloot Jock Lindsey. Jock Lindsey en zijn watervliegtuig werden als laatste toegevoegd, nadat de Lego-ontwerper en Lucasfilm het erover eens waren dat ze een belangrijke toevoeging vormden.
Twee middelgrote sets die tegelijkertijd werden uitgebracht, bevatten ook scènes uit de film 'Raiders of the Lost Ark'. De set 'De Verborgen Tombe' (The Lost Tomb) (7621) verbeeldde een met slangen gevuld graf waaruit Indiana moet ontsnappen, en 'Race om de Gestolen Schat' (Race for the Stolen Treasure) (7622) de achtervolgingsscène uit de film af, waarin Indiana te paard een vrachtwagen achtervolgt.
Later in 2008 werden vier sets uitgebracht met scènes uit de film 'Indiana Jones and the Kingdom of the Crystal Skull'. De grootste hiervan was 'Tempel van de Kristallen schedel' (Temple of the Crystal Skull) (7627) voornamelijk gebaseerd op de laatste scène uit de film, met een roterende cirkel van 'Kristallen schedel-skeletten' en een vallende toren. De set bevatte minifiguren van de personages Indiana, Mutt Williams, Irina Spalko, twee Ugha krijgers en een Sovjet militair.
In 2009 werd het gemis van een sets van 'Indiana Jones and the Temple of Doom' opgevuld met twee nieuwe sets met scènes uit de film. De grootste van de twee, 'De Tempel van Doem' (The Temple of Doom) (7199), bevatte een nieuwe smallere LEGO-treinrails (4-noppen breed in plaats van de gebruikelijke 6-noppen) in de achtervolgingsscène van mijnkarren. De set bevatte 6 baanstukken: 4 bochten en 2 hellingen. Rechte baanstukken voor dit nieuwe type smallere LEGO-treinrails zijn in geen enkele set uitgebracht.
De op een na grootste set die in 2009 werd uitgebracht was  'Achtervolging in Venetië' (Venice Canal Chase) (7197), die de bootachtervolgingsscène uit Indiana Jones and the Last Crusade weergeeft. De set bevat twee boten, een bestuurd door Indiana en Elsa Schneider, en de andere bestuurd door twee „Broeders van het Kruisvormige Zwaard“. De boten zijn uiterlijk grotendeels gelijk op wat kleurverschillen na, maar bevatten verschillende door knoppen geactiveerde acties: de ene boot splitst zich in tweeën wanneer een knop wordt ingedrukt, de andere heeft een 'exploderende' motor. De minifigs van de „Broederschap van het Kruisvormige Zwaard“ vallen op door hun donkerrode fez, een nieuw LEGO-element. De set bevat ook een brug in Venetiaanse stijl en een 'exploderende' pier.
De sets bevatten LEGO-versies van verschillende dieren: mieren, spinnen, schorpioen, ratten, slangen, vleermuizen, paarden en krokodillen.

## Producten
| Naam                                                           | Setnummer | Minifigs | Jaar | Film                                               | Aantal steentjes |
| -------------------------------------------------------------- | --------- | --- | ---- | -------------------------------------------------- | ---------------- |
| Motorachtervolging (Motorcycle Chase)                          | 7620      | Indiana Jones, Henry Jones, Sr., Duitse militair                                                                                | 2008 | Indiana Jones and the Last Crusade                 | 79               |
| De Verborgen Tombe (The Lost Tomb)                             | 7621      | Indiana Jones, en Marion Ravenwood, skelet, 10 slangen                                                                          | 2008 | Raiders of the Lost Ark                            | 277              |
| Race om de Gestolen Schat (Race for the Stolen Treasure)       | 7622      | Indiana Jones, René Belloq, 2x Duitse militair, paard                                                                           | 2008 | Raiders of the Lost Ark                            | 272              |
| Ontsnapping uit de Tempel (Temple Escape)                      | 7623      | Indiana Jones, René Belloq, Satipo, Jock Lindsey, 2x skelet                                                                     | 2008 | Raiders of the Lost Ark                            | 552              |
| Oerwoud Duel' (Jungle Duel)                                    | 7624      | Indiana Jones, Mutt Williams, Irina Spalko, 3 mieren                                                                            | 2008 | Indiana Jones and the Kingdom of the Crystal Skull | 90               |
| Rivierachtervolging (River Chase)                              | 7625      | Indiana Jones, Marion Ravenwood, 2x Sovjet militair, slang, krokodil                                                            | 2008 | Indiana Jones and the Kingdom of the Crystal Skull | 234              |
| Oerwoud Zaagmachine (Jungle Cutter)                            | 7626      | Indiana Jones, kolonel Dovchenko, 2x Sovjet militair, 5 mieren                                                                  | 2008 | Indiana Jones and the Kingdom of the Crystal Skull | 511              |
| Tempel van de Kristallen schedel (Temple of the Crystal Skull) | 7627      | Indiana Jones, Mutt Williams, Irina Spalko, Sovjet militair, 2x Ugha krijger, 3x Kristallen schedel-skelet, Conquistador skelet | 2008 | Indiana Jones and the Kingdom of the Crystal Skull | 929              |
| Gevaar in Peru (Peril in Peru)                                 | 7628      | Indiana Jones, Mutt Williams, Irina Spalko, kolonel Dovchenko, Sovjet militair, piloot                                          | 2008 | Indiana Jones and the Kingdom of the Crystal Skull | 625              |
| Achtervolging in Shanghai (Shanghai Chase)                     | 7682      | Indiana Jones (in smoking), Short Round, Willie Scott, Lao Che, Kao Kan                                                         | 2009 | Indiana Jones and the Temple of Doom               | 244              |
| Gevecht op de Vliegende vleugel (Fight on the Flying Wing)     | 7683      | Indiana Jones, Marion Ravenwood, Duitse monteur, Duitse piloot                                                                  | 2009 | Raiders of the Lost Ark                            | 376              |
| Hinderlaag in Caïro (Ambush in Cairo)                          | 7195      | Indiana Jones, Marion Ravenwood, 2x bandiet                                                                                     | 2009 | Raiders of the Lost Ark                            | 79               |
| Gevecht op het Chauchilla kerkhof (Chauchilla Cemetery Battle) | 7196      | Indiana Jones, Mutt Williams, 2x begraafplaatskrijger, Conquistador skelet                                                      | 2009 | Indiana Jones and the Kingdom of the Crystal Skull | 189              |
| Achtervolging in Venetië (Venice Canal Chase)                  | 7197      | Indiana Jones (in pak), Elsa Schneider, Kazim, „Broeder van het Kruisvormige Zwaard“, rat                                       | 2009 | Indiana Jones and the Last Crusade                 | 420              |
| Luchtgevecht (Fighter Plane Attack)                            | 7198      | Indiana Jones, Henry Jones Sr., Duitse piloot                                                                                   | 2009 | Indiana Jones and the Last Crusade                 | 339              |
| De Tempel van Doem (The Temple of Doom)                        | 7199      | Indiana Jones, Willie Scott, Short Round, Mola Ram, 2x Thug, spin, slang, vleermuis                                             | 2009 | Indiana Jones and the Temple of Doom               | 654              |

| Setnummer                                        | Naam (nl (en) | Minifigs                       | Jaar | Film                                               | Aantal steentjes | Bijzonderheden |
| ------------------------------------------------ | ------------- | ------------------------------ | ---- | -------------------------------------------------- | ---------------- | --- |
| Jungle Cruiser (Jungle Cruiser)                  | 20004         | Indiana Jones                  | 2008 | Indiana Jones and the Kingdom of the Crystal Skull | 83               | |
| SDCC Indiana Jones Brickmaster Set               | Comcon002     | Indiana Jones, 2x Ugha krijger | 2008 | Indiana Jones and the Kingdom of the Crystal Skull | 108              | Beperkte oplage (500st), uitsluitend verkrijgbaar op San Diego Comic-Con International 2008. Bevatte tevens set 20004 Jungle Cruiser. |
| K7623 Indiana Jones Classic Adventure Collection | K7623         | 16                             | 2008 |                                                    | 1182             | combinatiepakket bestaande uit de sets: 7620, 7621, 7622 en 7623                                                                      |

## Toekomst
De LEGO Indiana Jones serie werd in 2010 stopgezet, maar aangezien producent George Lucas van plan is om een vijfde film te maken, zouden de sets opnieuw kunnen worden uitgebracht, en zouden er mogelijk ook nieuwe sets kunnen verschijnen.

## Ontvangst
Indiana Jones was een van de populairste LEGO-thema's, en eind 2008 was het, samen met LEGO Star Wars, verantwoordelijk voor een hogere winst van de LEGO Group in een stagnerende speelgoedmarkt. De productlijn zou ‘buitengewoon goed’ hebben verkocht, ‘vooral op de Noord-Amerikaanse markt’. De sets werden wel vergeleken met die van het stopgezette Lego Adventurers thema (1998-2003). Dat was logisch aangezien het LEGO Adventurers thema zelf beïnvloed was door de eerste Indiana Jones-films

## Videogames
Net als van sommige van de andere op films gebaseerde lEGO-thema’s, zijn er van LEGO Indiana Jones ook video games. Deze combineren scènes uit de films met de grafische stijl van de Legostukken en minifiguren.

### LEGO Indiana Jones: The Original Adventures (2008)
Dit was de eerste video game in de serie, geproduceerd door Traveller's Tales en uitgegeven door LucasArts in 2008. Het bevat scènes uit de eerste drie Indiana Jones-films, die in willekeurige volgorde kunnen worden gespeeld.

### LEGO Indiana Jones 2: The Adventure Continues (2009)
Deze game is geproduceerd als een vervolg op The Original Adventures en bevat scènes uit de vierde film in de franchise (Kingdom of the Crystal Skull), evenals geheel nieuwe scènes uit de drie originele films . In de game is ook een nieuwe level-editor toegevoegd.